# Stolliahc
 (mars 2014).
Stolliahc est une station de radio locale basée à Sens, ville de l'Yonne (89). Elle peut être écoutée dans le Sénonais sur la fréquence 90.1 FM. Radio Stolliahc est gérée par des amateurs, passionnés de radio et de vie associative en général, vivant à Sens ou dans ses environs, regroupés dans une association loi de 1901.

## Histoire
À la suite de la libéralisation des ondes F.M. en 1981, un projet de radio de quartier est né à Sens au sein de la « commission jeunes » du comité d'animation du centre social des Chaillots (d'où le nom de STOLLIAHC retranscrit à l'envers). Ce devait être une radio locale au service des autres associations, une prise de parole à l'antenne qui visait au départ surtout à faire connaître en dehors du quartier ce qui s'y passait d'intéressant. Il y avait également de la part de tous ces jeunes un réel désir d'écouter et de faire entendre d'autres musiques que celles[réf. souhaitée] qui étaient diffusées par les radios.
Le premier local se situait au no 18 rue Fenel, à Sens, dans une cave mise à la disposition des pionniers par la Société des HLM de Sens. Les premières émissions eurent donc lieu à partir du 15 septembre 1982 et devinrent régulières en novembre 1982.
Son emplacement actuel est au 50, rue Thenard à Sens, près du centre ville.